# Oligocentria delicata
Oligocentria delicata är en fjärilsart som beskrevs av Dyar. Oligocentria delicata ingår i släktet Oligocentria och familjen tandspinnare. Inga underarter finns listade i Catalogue of Life.